# Günter Pilarsky
Günter Pilarsky (* 29. November 1937 in Grünberg in Schlesien, heute Zielona Góra Polen)  ist ein deutscher Unternehmer. Er ist Gründer und Geschäftsführer der Firmengruppe Cronimet.

## Leben
Nach dem Besuch der Höheren Handelsschule absolvierte Pilarsky eine Ausbildung zum Groß- und Außenhandelskaufmann, die er 1955 abschloss. Er leitete ab 1959 eine selbständige Handelsagentur und gründete 1980 die Firma Cronimet, eine Unternehmensgruppe, die weltweit auf den Handel mit Edelstahlschrott, Eisenlegierungen und Metallen spezialisiert ist und zuletzt 2012 bei über 5000 Beschäftigten einen Jahresumsatz von 2,7 Milliarden US-Dollar erzielte. Auf der vom Manager-Magazin erstellten Liste der 500 reichsten Deutschen belegte Günter Pilarsky 2010 gemeinsam mit seinem Sohn Jürgen den 89. Platz. In der Liste der Jahre 2011/2012 ist er nicht mehr enthalten.
Pilarsky ist verheiratet und hat drei Kinder. Seit 2006 ist er Honorarkonsul der Republik Armenien für den Konsularbezirk Baden-Württemberg. In Armenien besitzt Pilarskys Firma  mehrheitlich eine Molybdän- und Kupfermine und ist mit gut 3000 Beschäftigten der größte private Arbeitgeber dieses Landes.
Im gleichen Jahr gründete er zusammen mit seiner Ehefrau Jocelyn die Jocelyn & Günter Pilarsky Stiftung, die in verschiedenen Ländern der Förderung sozialer Projekte dient.
2011 geriet Pilarskys Firmengruppe in die Kritik, als das ARD-Wirtschaftsmagazin Plusminus über menschenunwürdige Arbeitsbedingungen in einer Mine im Kongo berichtete, aus der Cronimet Erze bezieht.
Seit 2010 ist Pilarsky einer der beiden Vizepräsidenten des Karlsruher SC. Im April 2017 erklärte Pilarsky gegenüber der Sportredaktion der Badischen Neuesten Nachrichten, dass sein weiteres Engagement im Vorstand wie auch als Geldgeber nur gewährleistet sei, wenn Versuche, die Ablösung Ingo Wellenreuthers als Präsident des KSC zu betreiben, erfolglos blieben. Bei der Präsidentschaftswahl 2019  kündigte Pilarsky in den Badischen Neuesten Nachrichten jedoch etwas überraschend an, dass er auch mit einem Präsidenten Müller zusammenarbeiten würde. In einem Zeitungsinterview anlässlich seines 80. Geburtstages im November 2017 zog Pilarsky Parallelen zwischen seiner unternehmerischen Tätigkeit und der beim KSC: „Ich bin ein Kämpfer, das war schon bei der Gründung meiner Firma so […] ich habe nie aufgegeben und heute sind wir Weltmarktführer […] ich fühle mich fit und gesund genug, um dazu beizutragen, den Karlsruher SC so schnell wie möglich wieder nach oben zu bringen.“

## Publikationen
- Wirtschaft am Rohstofftropf. Der Kampf um die wichtigsten mineralischen Ressourcen. Springer Gabler, Wiesbaden 2013, ISBN 978-3-658-00362-3
- Die Welt der mineralischen Rohstoffe: Der Kampf um die wichtigsten mineralischen Ressourcen. Springer Gabler, Wiesbaden 2023, ISBN 978-3-658-39791-3